# Son Gotleu
Son Gotleu es un barrio situado en el Distrito Levante de la ciudad española de Palma de Mallorca, en las Islas Baleares. Está localizado entre la calle Aragón, la Vía de Cintura y los barrios de Son Canals y La Soledad. El número de habitantes de Son Gotleu era de 9 553 personas en 2019. Según datos del Instituto Nacional de Estadística (INE), es una de las zonas más pobres de España, con una renta anual en torno a los 5,000 euros. Figura como barrio vulnerable del año 2001 y 2011 del catálogo del mismo nombre del Ministerio de Fomento.
Desde las últimas dos décadas, la mayor parte de sus habitantes son inmigrantes no pertenecientes a la Unión Europea (UE), provenientes de África y en menor medida de América Latina.

## Historia
La zona, antes de ser urbanizada, estaba ocupada por explotaciones agrícolas y pertenecían a las posesiones (possessió, en catalán) de Son Gotleu, Son Negre y Son Real fuera del entorno urbano de Palma.
El inicio del barrio como parte de la ciudad, en su periferia urbana, surgió a raíz del segundo plan del ensanche de la ciudad con el nombre de Plan Alomar, nombrado así por el arquitecto Gabriel Alomar Esteve en 1943. La tipología arquitectónica estaba formada en principio por viviendas unifamiliares con baja densidad de población.
En 1962 se inició la construcción de las primeras viviendas en forma de pisos, bloques de vivienda colectiva, y algunos pequeños comercios, aumentando la densidad poblacional. En la década de los ochenta aumentó notablemente la delincuencia juvenil que, junto con la escasez de recursos, repercutió en la migración de los habitantes de la zona.

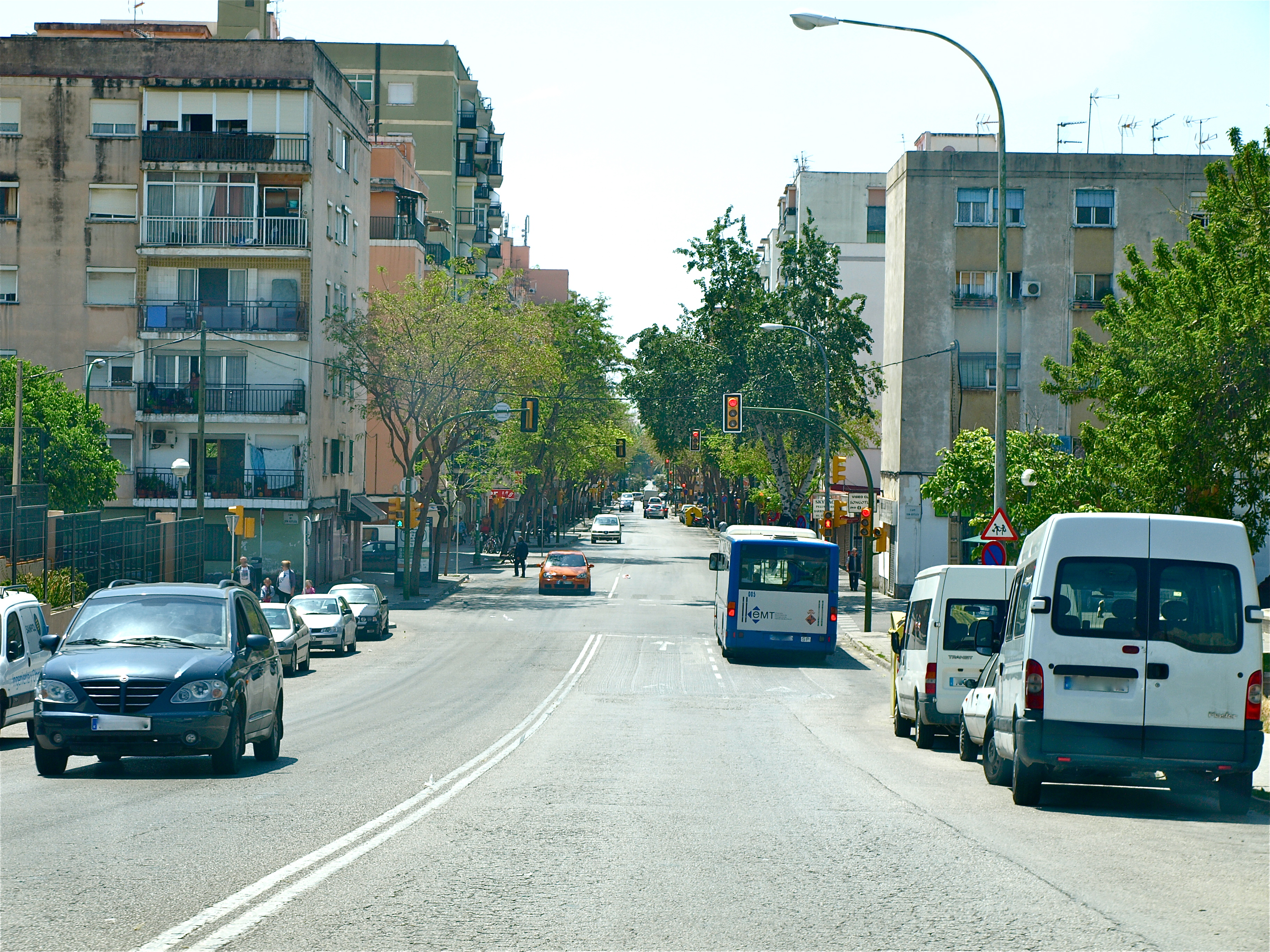
Vista de Son Gotleu desde la carretera de la calle de Indalecio Prieto.

Asociaciones de vecinos han denunciado durante años el proceso de abandono y mal estado de la zona por la baja calidad de las construcciones y su mala conservación, los pocos recursos disponibles y altos índices de incivismo en el barrio.

## Demografía
En 2001, según datos estadísticos, una parte importante de la población de Son Gotleu -un 24% del total (1604 personas en ese entonces)- procedía de la región de Andalucía. Esto empezó a cambiar a comienzos del siglo XXI, ya que al igual que en muchas partes del país, comenzó a tener un alto porcentaje de inmigrantes, especialmente no pertenecientes a la UE. Según los datos del padrón municipal, en 2002 había 586 inmigrantes no pertenecientes a la UE, y en 2008 figuraban como empadronados 3 334 inmigrantes. Desde el año 2002 hasta el 2010, la población aumentó en un 28%, un incremento 10% mayor que la media de la ciudad de Palma. Según el Instituto de Estadística de las Islas Baleares (IBESTAT), al 1 de enero de 2010, la población empadronada era de 9 441 habitantes y al 1 de enero de 2019 había ascendido a 9 553 habitantes.[cita requerida]